# Psychotria simmondsiana
Psychotria simmondsiana là một loài thực vật có hoa trong họ Thiến thảo. Loài này được F.M.Bailey miêu tả khoa học đầu tiên năm 1891.